# Гортанная смычка вверх дном
ʖ (гортанная смычка вверх дном) — буква расширенной латиницы, ранее использовавшаяся в МФА.

## Использование
Буква была создана Дэниелом Джонсом, и в 1921 году она была утверждена в качестве символа МФА для бокового щёлкающего согласного. Клемент Мартин Док также употреблял эту букву, кроме того, для обозначения носового бокового щёлкающего согласного он ввёл букву 𝼎 (ʖ с завитком)
Буква ǁ официально заменила ʖ в 1989 году.